# برتا ماس
خوانا برتا موسکوویچ هولم (انگلیسی: Juana Bertha Moscovish Holm؛ ۷ اوت ۱۹۱۹ – ۴ فوریهٔ ۲۰۰۸) بازیگر مکزیکی-آرژانتینی بود. وی بین سال‌های ۱۹۳۸ تا ۲۰۰۲ میلادی فعالیت می‌کرد و در تعداد زیادی تله‌نوولا حضور یافت. از فیلم‌هایی که وی در آن نقش داشته‌است می‌توان به ملک‌الموت و انکرایخادا اشاره کرد.